# Georg Christian Friedrich Lisch

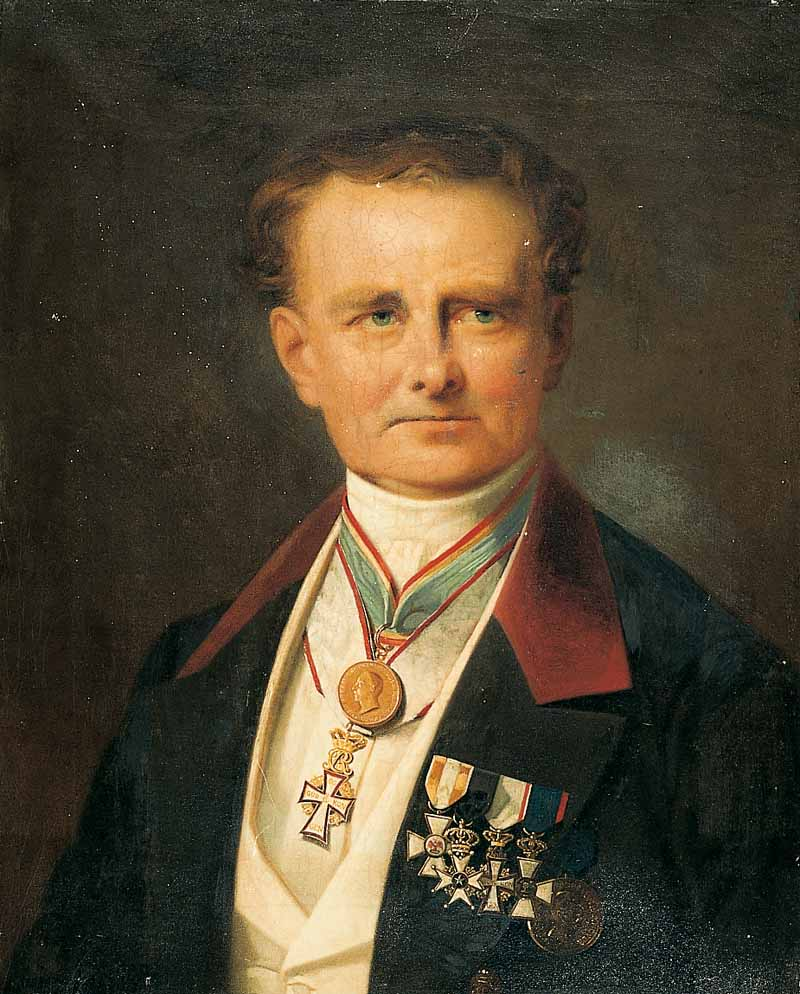
Georg Christian Friedrich Lisch mit Orden und der Medaille für Kunst und Wissenschaft (Mecklenburg-Schwerin). Ölgemälde von Theodor Schloepke, (1865)

Georg Christian Friedrich Lisch, anfangs nur: Friedrich Lisch (* 29. März 1801 in Strelitz; † 22. September 1883 in Schwerin) war ein deutscher Prähistoriker, mecklenburgischer Altertumsforscher, Großherzoglich mecklenburg-schwerinscher Archivar, Bibliothekar und Konservator sowie Heraldiker, Redakteur und Publizist.

## Leben

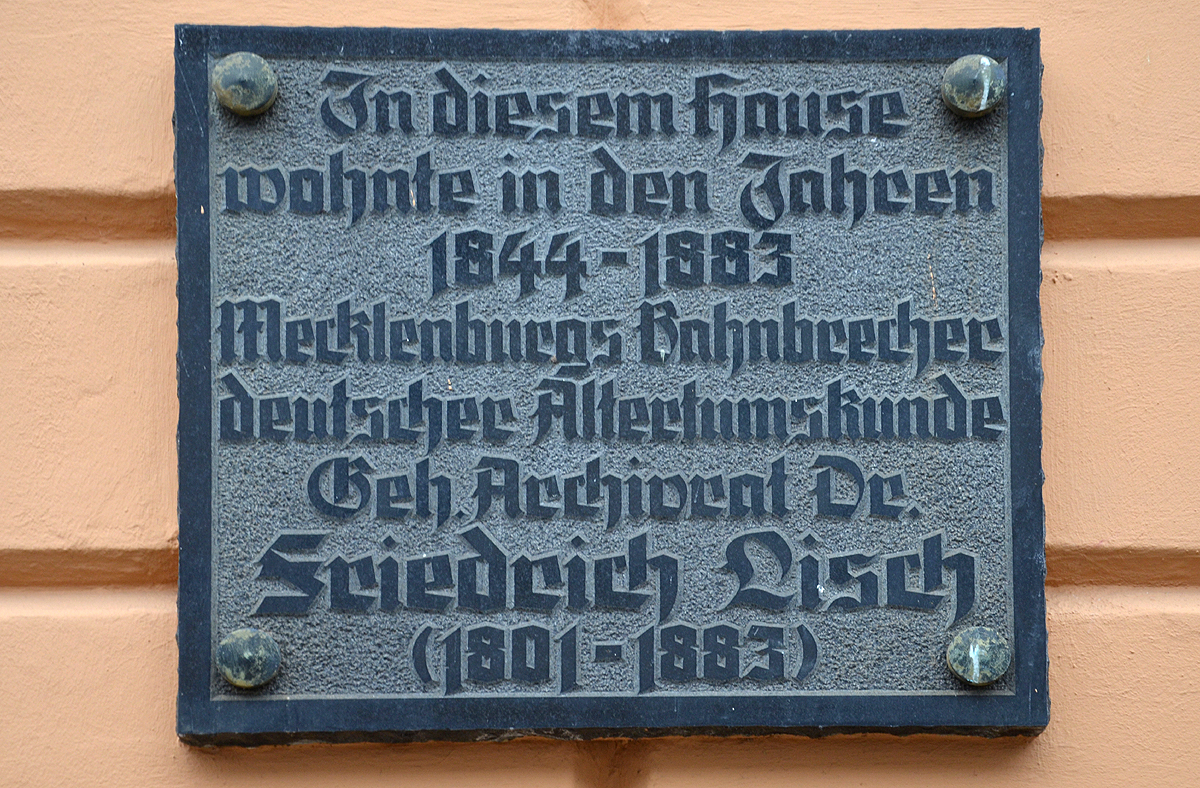
Gedenktafel am Haus Wismarsche Straße 147 in Schwerin

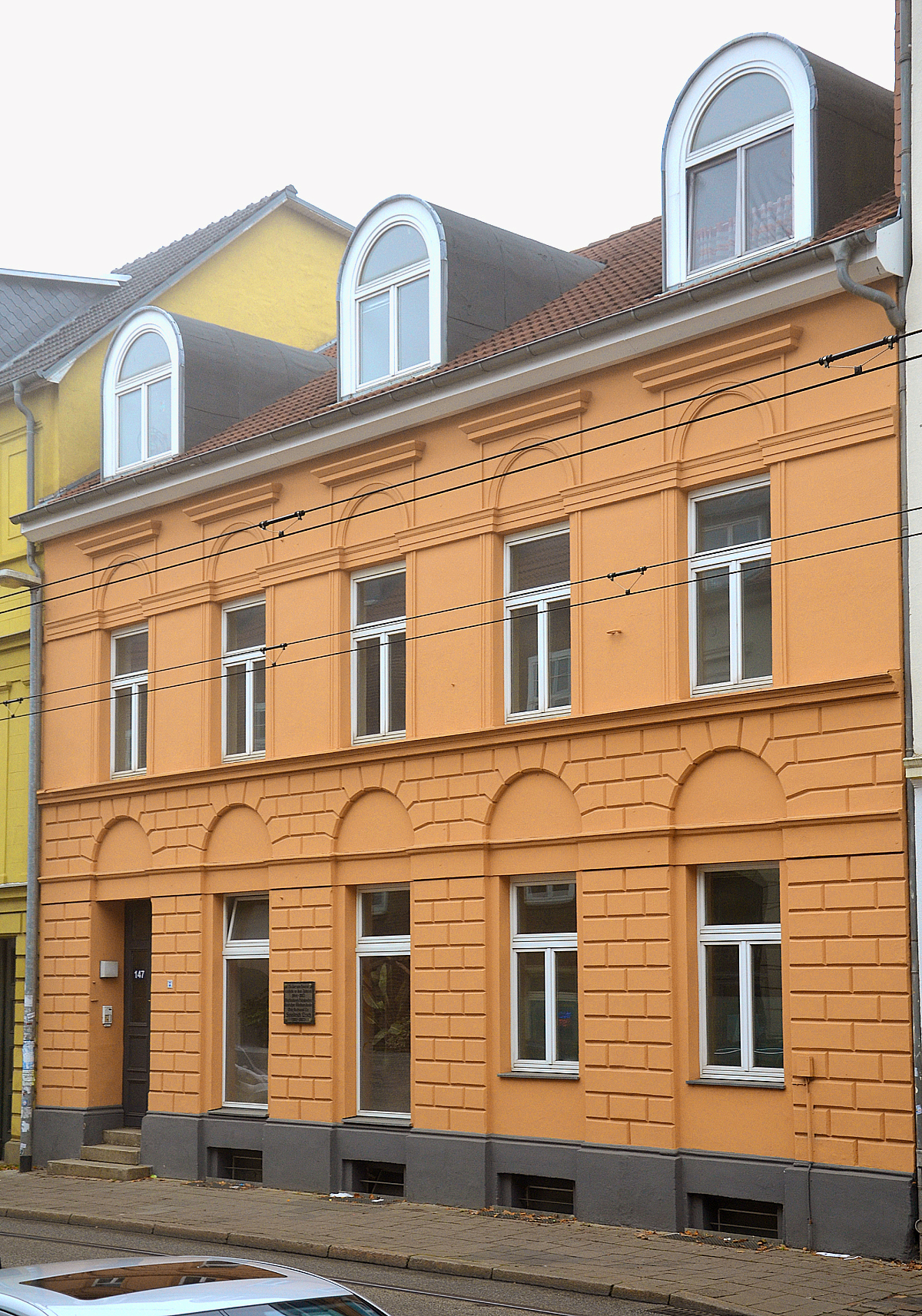
Das denkmalgeschützte Gebäude Wismarsche Straße 147 in Schwerin, in dem Lisch ab 1844 lebte

Friedrich Lisch

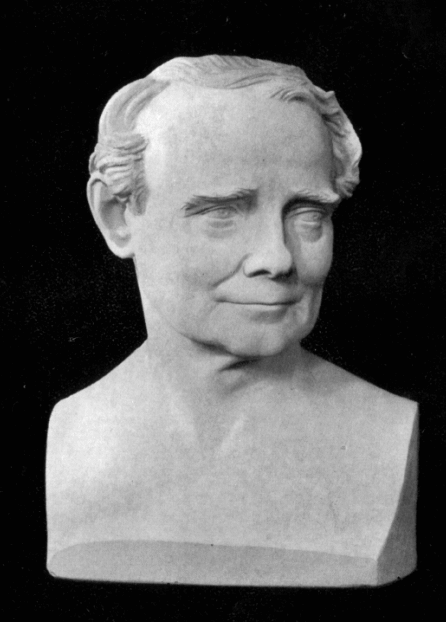
Friedrich Lisch. Büste von Christian Genschow, 1852

Die Abstammung von Georg Christian Friedrich Lisch (er benutzte anfangs selbst die Namensform Friedrich Lisch) ist eine von Forschern mehrfach kontrovers diskutierte Frage. Man vermutet, dass der Jurist Carl Christoph von Kamptz (1769–1849), späterer königlich-preußischer Staats- und Justizminister, sein tatsächlicher Vater war. Eine Legitimierung durch ihn erfolgte jedoch nicht. Friedrich Lisch wuchs auf als Sohn des herzoglichen Kammerdieners Johann Christian Lisch (1776–1844) und dessen Frau Johanna Sophia Christiane, geb. Brunow (1775–1842).
Bald nach seiner Geburt siedelte die Familie nach Güstrow über, wo Lischs Vater eine Anstellung beim Landgericht erhielt. In Güstrow verlebte Friedrich Lisch als ältester von vier Söhnen der Eltern seine Kindheit und Jugend. Er besuchte ab 1809 die Domschule Güstrow (Gymnasium) und bestand im Herbst 1822 die Reifeprüfung mit Auszeichnung. Anschließend studierte er Theologie, Philosophie, Geschichte und Mathematik an der Universität Rostock (1822–1824) und der Humboldt-Universität zu Berlin (1824–1826). 1824 wurde er Mitglied der Rostocker Freimaurerloge „Prometheus“.
Nach anfänglicher Hauslehrertätigkeit bei Tessin (Mecklenburg) fand Lisch 1827 eine Anstellung als Collaborator am Großherzoglichen Gymnasium Fridericianum in Schwerin. 1832 zum Direktor einer privaten Mädchenschule aufgestiegen, beteiligte sich Lisch in dieser Zeit aktiv an der Neugestaltung des Schweriner Schulwesens und gründete mehrere neue Schulen.
Seine eigentliche Bestimmung fand Friedrich Lisch auf dem Feld der mecklenburgischen Landesgeschichte. Inzwischen war Großherzog Friedrich Franz I. auf Lisch aufmerksam geworden, ernannte ihn zum Archivar und berief ihn 1834 an das Geheime und Hauptarchiv in Schwerin. Unter Lischs tätiger Mitwirkung wurde im Folgejahr 1835 der Verein für mecklenburgische Geschichte und Altertumskunde gegründet, dessen Motor und Seele Friedrich Lisch für fast fünf Jahrzehnte wurde. Er war Erster Sekretär des Vereins, baute die Sammlungen des Vereins zusammen mit der Custodin Amalie Buchheim auf und gab die Jahrbücher und Jahresberichte des Vereins heraus, in denen er unzählige eigene Aufsätze publizierte. Ab dem 4. Jahrgang (1839) wurden die Jahrbücher in der Rostocker Tiedemann’schen Lithographischen Anstalt gedruckt und verlegt. Das Album Meklenburg in Bildern gilt als Krönung der persönlichen Zusammenarbeit von Lisch und Johann Gottfried Tiedemann. Von 1863 bis zu seinem Tod war Lisch auch als Redakteur für das Mecklenburgische Urkundenbuch verantwortlich.
Mit Vielseitigkeit und Tatendrang gelangte Lisch in der Folgezeit rasch in einflussreiche Ämter. 1835 wurde er zum Regierungsbibliothekar ernannt, 1836 zum Aufseher der Altertümersammlung und 1838 des Münzkabinetts.
Durch den Großherzog Friedrich Franz II. wurde Lisch durch einen auf den 27. Dezember 1852 datierten Erlass als „Conservators für die historischen Kunstdenkmäler“ des Landesteils Mecklenburg-Schwerin berufen.
Nebenamtlich sollte er als erster staatlich bestallter Denkmalpfleger Mecklenburgs auch auf jene Denkmale sein Augenmerk richten, die nicht der landesherrlichen Jurisdiktion unterworfen waren.
Kurz nach seiner Berufung zum Konservator für historische Kunstdenkmäler begann 1853 die innere Restaurierung der Dobbertiner Klosterkirche. Als ständiger Beirat für die denkmalpflegerische Betreuung der auszuführenden Arbeiten wurde Lisch in die dortige Baukommission berufen.
An den Arbeiten bis zum Herbst 1857 waren namhafte Architekten und Künstler beteiligt, mit denen Lisch schon wiederholt zusammengearbeitet hatte. Obwohl es zwischen dem Wismarer Architekten Heinrich Thormann, dem Schweriner Baumeister Theodor Krüger, dem Bildhauer Gustav Willgohs, dem Hofmaler Gaston Lenthe und dem Glas- und Porzellanmaler Ernst Gillmeister im Zusammenhang mit den Entwürfen für die Ausstattung zu manch unerfreulichen Auseinandersetzungen kam, war es den ausgleichenden Vorstellungen Lischs zu verdanken, dass die Arbeiten erfolgreich abgeschlossen werden konnten.
Für mehr als vier Jahrzehnte gab Friedrich Lisch der mecklenburgischen Landesgeschichtsforschung in der Phase ihres Aufblühens die entscheidende Prägung. 1856 wurde er zum Archivrat ernannt, 1867 zum Großherzoglich Mecklenburg-Schwerinschen Geheimen Archivrat.
Lisch war auch ein Heraldiker. Er verfasste wappengeschichtliche Abhandlungen in den Mecklenburgischen Jahrbüchern. Schwerpunkt seines Schaffens waren die „Geschichte des bischöflichen Wappens von Schwerin“ und „Über die Mecklenburgischen Wappen“.
Friedrich Lisch war drei Mal verheiratet und hatte vier Töchter und vier Söhne. Seine ersten beiden Ehefrauen starben jeweils im Kindbett (1836 und 1838). Seine dritte Ehefrau war Emilie, geb. Eichmann (1808–1877). Sein jüngster Sohn war Friedrich Wilhelm Lisch (1844–1905), dessen Andenken als Ratsherr und Stadtsyndikus von Schwerin man bis heute in Ehren hält.

## Bedeutung
Friedrich Lisch zählt zu den bedeutenden Historikern des 19. Jahrhunderts. Er gilt als Begründer der Vorgeschichtsforschung in Mecklenburg und als Mitbegründer des Dreiperiodensystems (Stein-, Bronze-, Eisenzeit), dem bis heute die Chronologie der nordischen Vorgeschichte folgt.
1843 wurde er korrespondierendes Mitglied der Gesellschaft für Geschichte und Altertumskunde der Ostseeprovinzen Russlands.
1852 war Lisch Gründungsmitglied und bis 1853 Mitglied im Gelehrtenausschuss des Germanischen Nationalmuseums Nürnberg (GNM) für das Fach Heidnische Altertümer der Slaven (abgeändert auf eigenen Wunsch in Heidnische Altertümer Norddeutschlands).
1849 wurde Lisch die Ehrendoktorwürde der Universität Rostock verliehen.
Unzählige weitere historische Vereine in Deutschland und darüber hinaus verliehen Lisch die korrespondierende oder Ehrenmitgliedschaft. Der Großherzog selbst nannte Lisch scherzhaft „seinen Humboldt“.

## Ehrungen (in alter Schreibweise)
Commandeur des königl. dänischen Dannebrog= und des königl. preußischen Kronen=Ordens, Ritter des Rothen Adler=, des Nordstern und des Oldenburg. Verdienst=Ordens 3 Cl., Inhaber der großherzogl. meklenb. goldenen Verdienst=Medaille und der königl. hannoverschen goldenen Ehren=Medaille für Wissenschaft und Kunst am Bande, der Kaiserlich österreichischen und der großen kaiserlich russischen goldenen Verdienst=Medaille für Wissenschaft, wirkliches Mitglied der königlichen Gesellschaft für nordische Alterthumskunde zu Kopenhagen und der königlichen Akademie der Wissenschaften zu Stockholm, correspondirendes Mitglied der königlichen Akademie der Wissenschaften zu Göttingen, der kaiserl. archäologischen Gesellschaft zu St. Petersburg, der antiquar. Gesellschaft zu Abbeville und der Oberlausitz. Gesellschaft der Wissensch. zu Görlitz, wirkliches Mitglied der archäologischen Gesellschaft zu Moskau, Ehrenmitglied der anthropologischen Gesellschaft zu Berlin, der geschichts= und alterthumsforschenden Gesellschaften zu Dresden, Mainz, Hohenleuben, Meiningen, Würzburg, Königsberg, Lüneburg, Emden, Luxemburg, Christiania, Zürich, Stettin und Greifswald, correspondirendes Mitglied der geschichts= und alterthumsforschenden Gesellschaften zu Lübeck, Hamburg, Kiel, Hannover, Leipzig, Halle, Jena, Berlin, Salzwedel, Breslau, Cassel, Regensburg, Kopenhagen, Graz, Reval, Riga, Leyden, Antwerpen, Stockholm und des hansischen Geschichtsvereins, erster Secretair des Vereins für meklenburgische Geschichte und Alterthumskunde.

## Erinnerung
Nach Georg Christian Friedrich Lisch ist der jährlich vergebene Friedrich-Lisch-Denkmalpreis des Landes Mecklenburg-Vorpommern benannt.

## Werke (Auswahl)
Das literarisch-publizistische Werk von Georg Christian Friedrich Lisch ist kaum zu überschauen. Bisher sind in der Landesbibliographie MV mehr als 4000 Monographien, mehrbändige Werke und unselbständig erschienene Aufsätze von ihm bekannt. Die meisten Werke von Lisch sind über verschiedene Portale auch als Digitalisate verfügbar.
- Die verwandtschaftlichen Verbindungen des ältern Hauses Gans zu Putlitz mit altfürstlichen Geschlechtern. Schwerin 1841 (Digitalisat in der Digitalen Bibliothek Mecklenburg-Vorpommern)
- Meklenburg in Bildern. 4 Jahrgänge à 8 Hefte. Rostock 1842–1845 [Neudruck als Mecklenburg in Bildern. Edition Temmen, Bremen 1994. ISBN 3-86108-110-5; bisher 3 Auflagen]
- Urkunden-Sammlung zur Geschichte des Geschlechts von Maltzahn. 5 Bände, Stiller, Schwerin 1842–1853. (Digitalisat)
  - Band 1: 1197–1331. Schwerin 1842. (Digitalisat).
  - Band 2: 1331–1431. Schwerin 1844. (Digitalisat)
  - Band 3: 1432–1475. Schwerin 1851. (Digitalisat)
  - Band 4: 1476–1525 (1554). Schwerin 1852. (Digitalisat).
  - Band 5. Schwerin 1853. (Digitalisat)
- Geschichte und Urkunden des Geschlechts Hahn. 4 Bände. Schwerin 1844–1856. (Digitalisate in der Digitalen Bibliothek Mecklenburg Vorpommern)
- Urgeschichte des Ortes Malchow. Schwerin 1867 (Digitalisat bei Google Books)

## Ungedruckte Quellen
- Landeshauptarchiv Schwerin (LHAS)
  - LHAS 3.2-3/1 Landeskloster/Klosteramt Dobbertin. Nr. 3235 Kirche, Verhandlungen und Gutachten über die Umgestaltung der Kirche zu Dobbertin 1854–1857
  - LHAS 12.3-6 Nachlaß Lisch.